# 宋天才
宋天才（1880年—1951年 ）中华民国军事人物，中将，河南嵩县人。1927年加入国民革命军，1930年参加中原大战，失败后投奔国民政府，先后任第20路军第32军军长、第20路军75师中将师长、南阳警备司令，抗战爆发后兼任漳厦警备司令，指挥厦门战斗，1938年11月因作战失利辞职，任军事委员会中将参议后返乡任嵩县参议会议长。1947年9月在嵩县组织武装与解放军作战，失败后逃往南京。

1950年11月20日在上海被捕，1951年7月22日在嵩县被处决。